# Citidin
A citidin egy nukleozid, amely citozinmolekulából és a hozzá β-N1-glikozidos kötéssel kapcsolódó ribózgyűrűből (ribofuranóz) áll. A citidin foszforilálható, ennek során citidin-monofoszfáttá (CMP), citidin-difoszfáttá (CDP) vagy citidin-trifoszfáttá (CTP) alakul. Ha a citozin az N1 nitrogénatomjával a dezoxiribóz gyűrű C1 szénatomjához kapcsolódik, akkor dezoxicitidinről beszélhetünk.
Fehér, kristályos por. Vízben nagyon jól, etanolban gyengén oldódik.